# Louis-Alexandre Berthier
Louis-Alexandre Berthier (Versailles, 1753. november 20. – Bamberg, 1815. június 1.), 1804-től Franciaország marsallja, Neuchâtel, Valangin és Wagram hercege.

## Életpályája
Hadmérnökkari tisztként kezdte pályáját, de 1777-ben leköszönt és Lafayette-tel az észak-amerikai hadsereghez ment, és az amerikai függetlenségi háborúban harcolt. Európába való visszaérkezése után vezérkari ezredessé nevezték ki; 1792-ben dandártábornok és 1795-ben az Itália ellen működő francia sereg vezérkarának főnöke lett. E minőségében ismerkedett meg Napoléon Bonaparte tábornokkal, aki 1796-ban vette át e sereg fővezérletét. Az itáliai hadjárat idején Bonaparte legközvetlenebb segítőtársa lett. A császár annyira megszokta Berthier-nek vezérkari főnöki közreműködését, hogy még a Szent Ilona szigetén tollba mondott emlékirataiban is az 1815-ös katasztrófát részben annak a körülménynek rója fel, hogy Beerthier nem volt mellette. 1800-ban a Konzulátus hadügyminiszterévé nevezték ki. 1804-ben császári tábornagy (Maréchal de l’Empire) lett és 1807-ben mint szuverén fejedelem kapta a Poroszországból elfoglalt neufchâteli és valangini hercegségeket és császári herceggé nevezték ki.
1808-ban Vilmos bajor herceg leányát, Mária Erzsébet hercegnőt (1784–1849) vette nőül. 1809-ben Napóleon megérkezéséig a Németországban gyülekező francia hadak fővezére volt. Vezérként nem felelt meg Napóleon várakozásának, de mint Napóleon vezérkari főnöke olyan kitűnően működött, hogy a hadjárat befejezésekor Napóleon Wagram hercegévé nevezte ki. 1812-ben, 1813-ban és 1814-ben Napóleon oldalán működött.
A császár leköszönése után a Bourbonokhoz állt és elvesztette ugyan a neufchâteli és a valangini hercegséget, de többi méltóságaiban meghagyták. 1815-ben Napóleonnak Elba szigetéről való visszatérésekor és száz napos uralma alatt a már 62 éves aggastyán engedett neje befolyásának, és nem csatlakozott régi jótevőjéhez és barátjához, hanem Bambergbe ment apóstársához. E lépését azonban annyira megbánta, hogy megtébolyodott és a Napóleon ellen induló orosz csapatoknak Bambergen való átvonulása közben a volt püspökfejedelmi kastély erkélyéről a kövezetre vetette magát, és szörnyethalt.